# 合併原則
合併原則（Incorporation Doctrine），是一種美國憲法的原則，指透過美国宪法第十四修正案「正當法律程序」條款，將最初僅對聯邦有拘束力的《權利法案》 內容，同樣對州產生拘束力的憲法原則。

## 背景
19世紀初期，美國法院僅將「權利法案」適用於聯邦政府，而不適用於州政府，此種觀點在19世紀中期受到質疑。於南北戰爭後，1868年通過的美國憲法增修條文第十四條，規定非經正當法律程序，任何「州」不得剝奪公民的生命、自由或財產。由於正當法律程序條款的用語過於抽象，何謂剝奪「生命」、「自由」、「財產」並不十分明確，因此逐漸有將權利法案的內容，融入正當法律程序條款的解釋的想法。

## 意義
合併原則是一種美國憲法第十四修正案「正當法律程序」條款，將最初僅對聯邦有拘束力的《權利法案》內容，同樣對州產生拘束力的憲法原則。
合併原則有完全性合併原則（Total Incorporation Doctrine）和選擇性合併原則（Selective Incorporation Doctrine）兩種，前者意指「正當法律程序」條款實際上包括了權利法案中的「所有」規定，後者意指「正當法律程序」條款僅僅吸收了權利法案中的「部分」規定。目前美國司法實務對於正當法律程序條款的解釋原則，是採取選擇性合併原則，發展至今，權利法案多數內容已適用至州。
權利法案尚未適用至州的部份，與刑事訴訟程序相關的，有第五修正案「受大陪審團審判」的權利，與第八修正案「交保的金額不得過量」；非關刑事訴訟程序的，有第二修正案「攜帶武器」的權利(此修正案已在2008年合併)，第三修正案「禁止駐紮士兵」，以及第七修正案「民事案件受陪審團審判」的權利。